# Lake Spate
Lake Spate ist ein See an der Ingrid-Christensen-Küste des ostantarktischen Prinzessin-Elisabeth-Lands. In den Larsemann Hills liegt er 0,9 km nördlich des Blundell Peak auf der Halbinsel Stornes.
Das Antarctic Names Committee of Australia benannte ihn 1988. Namensgeber ist der australische Limnologe Andrew Spate vom National Parks and Wildlife Service des Bundesstaats New South Wales, der 1987 im Rahmen einer Kampagne der Australian National Antarctic Research Expeditions zur Besetzung auf der Law-Station gehört hatte. Chinesische Wissenschaftler benannten ihn 1993 dagegen Chang’e Hu (chinesisch 嫦娥湖 ‚Chang’e-See‘) nach der Mondgöttin Chang’e.